# Nakajima Ki-8
Il Nakajima Ki-8 (中島 キ 8?, Ki-hachi) fu un aereo da caccia, monomotore, biposto e monoplano ad ala bassa, sviluppato dall'azienda aeronautica giapponese Nakajima Hikōki KK nei primi anni 1930 e rimasto allo stadio di prototipo.
Realizzato su iniziativa personale dell'azienda come proposta all'Esercito imperiale giapponese per un nuovo modello di caccia moderno con cui dotare i reparti del Dai-Nippon Teikoku Rikugun Kōkū Hombu, la sua componente aerea, non riuscì a superare le diffidenze verso un modello biposto, ritenuto meno efficace del monoposto Nakajima Type 91, già in produzione, e il suo sviluppo venne cancellato.

## Storia del progetto
Tra i tardi anni 1920 e i primi anni 1930, diverse aziende aeronautiche mondiali iniziarono lo sviluppo di aerei da caccia biposto ritenendo che potessero ricoprire più ruoli, come fatto, per esempio, nell'ambito delle specifiche emesse dalla francese Section Technique de l'Aéronautique (STAé), nel programma "C2" (Chasseur, caccia, a due posti) per dotarsi di un nuovo modello in grado di ricoprire i ruoli di aereo da caccia, diurno e notturno, e di aereo da ricognizione diurno. Le varie aeronautiche militari occidentali continuarono a provare questa soluzione abbandonandola nella maggior parte dei casi, con il solo britannico Hawker Demon avviato alla produzione in serie ed entrato effettivamente in servizio, cosa che suscitò interesse anche in Giappone in virtù della collaborazione nello sviluppo militare all'epoca in atto tra le due nazioni.
In quest'ottica l'ufficio tecnico della Nakajima decise di iniziare lo sviluppo di un modello biposto tecnologicamente avanzato da proporre alle autorità militari giapponesi, confidando che le sue caratteristiche potessero risultare più interessanti dei caccia monoposto già in dotazione.
Il progetto, identificato dall'azienda come Nakajima DF, cominciò ad essere impostato nel 1933 come un velivolo monomotore di costruzione interamente metallica, caratterizzato dalla velatura monoplana, con ala del tipo a gabbiano rovesciata montata bassa sulla fusoliera, e dal carrello d'atterraggio biciclo fisso con gambe di forza anteriori carenate, la cui propulsione era affidata ad un singolo motore Nakajima Ha-1-3 Kotobuki, un radiale a 9 cilindri raffreddato ad aria in grado di erogare una potenza pari a 550 hp (410 kW). L'armamento proposto consisteva in una coppia di mitragliatrici calibro 7,7 mm poste in caccia, sparanti tra i cilindri del motore e dotate di dispositivo di sincronizzazione per evitare di colpire l'elica, più una terza pari calibro montata su supporto brandeggiabile a disposizione del mitragliere che occupava la postazione posteriore.
Le prime prove rivelarono problemi nelle qualità di volo espresse dal modello, che resero il velivolo impopolare tra i piloti collaudatori che si avvicendarono ai suoi comandi i quali sollevarono perplessità circa la corretta stabilità aerodinamica del progetto. Inoltre i primi prototipi realizzati furono afflitti da una serie di difetti di fabbricazione e malfunzionamenti. Benché l'azienda avesse introdotto alcune correzioni per migliorare gli iniziali problemi di progettazione e di stabilità, le prestazioni del modello non riuscirono ad essere migliori di quelle espresse dal Nakajima Type 91 già in linea così, anche per le perplessità dimostrate dai vertici dell'Esercito imperiale nella reale utilità di dotarsi di caccia biposto, il progetto venne annullato nel 1934 prima dell'avvio alla produzione in serie, produzione che si attestò su soli cinque prototipi.

## Utilizzatori
Giappone
- Dai-Nippon Teikoku Rikugun Kōkū Hombu

solo in prove di valutazione